# Rochusfriedhof (Nürnberg)

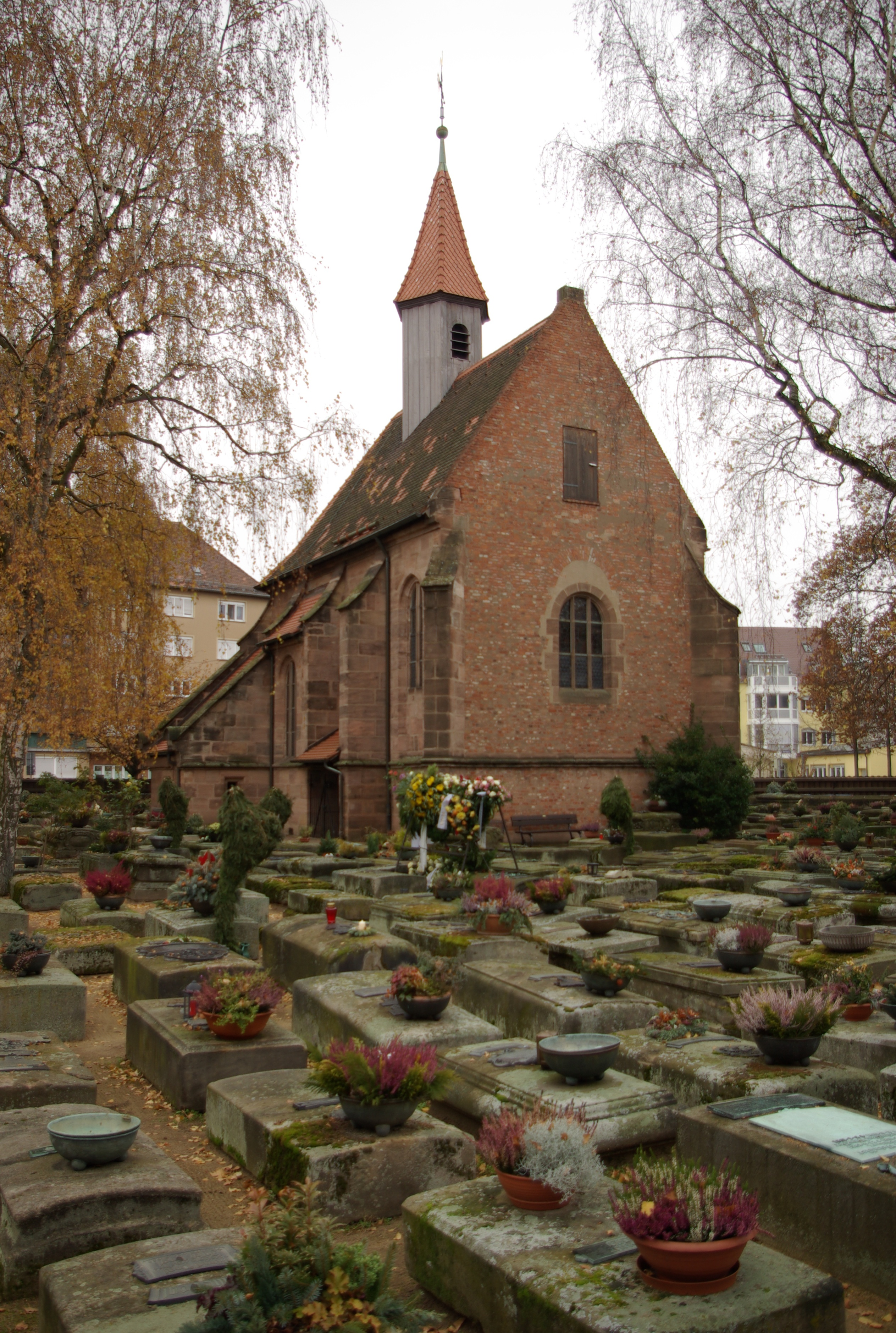
Rochusfriedhof in Nürnberg, 2011

Der Rochusfriedhof ist ein kirchlicher Friedhof im Nürnberger Stadtteil Gostenhof mit historischen und künstlerisch wertvollen Bronzeepitaphien sowie kulturgeschichtlich bedeutsamen liegenden (genormten) Grabsteinen und Grablegen der Nürnberger Bevölkerung aus mehr als fünf Jahrhunderten. Der Begräbnisort ist noch in Betrieb und steht unter Denkmalschutz, für die Begräbnisse sind die Stadt Nürnberg und die Evangelisch-Lutherische Friedhofsverwaltung zuständig. Die Rochuskapelle auf dem Friedhof stammt von Hans Beheim dem Älteren.

## Geschichte
Nachdem die hygienischen Zustände auf den Kirchhöfen innerhalb der Stadtmauern im ausgehenden 15. Jahrhundert untragbar geworden waren, erließ der Stadtherr der Reichsstadt Nürnberg, Kaiser Maximilian I., am 31. Oktober 1518 ein Mandat, wonach zunächst in Pestzeiten jegliches Begräbnis außerhalb der Stadtmauern stattzufinden hatte. Auf dieser Grundlage konnte der Rat der Stadt auch gegen den Einspruch der Geistlichkeit durchsetzen, dass für die Pfarrei St. Lorenz nahe dem Spittlertor ein neuer Friedhof angelegt wurde und der Johannisfriedhof eine bedeutende Erweiterung erfuhr, so dass dieser die verstorbenen Bürger der Sebalder Seite aufnehmen konnte. 1518 wurde der Friedhof durch eine Sandsteinmauer eingefriedet, die Weihe fand am 21. März 1519 statt. Bereits 1520 gebot der Nürnberger Rat die generelle Bestattung außerhalb der Mauern. In den 1540er Jahren erfolgte das generelle Verbot einer Bestattung auch in den Kirchen innerhalb der Mauern der Stadt. Bis zur Eröffnung des Centralfriedhofs (seit 1904 Westfriedhof) 1880 und des Südfriedhofs 1913 waren der Johannis- und Rochusfriedhof ununterbrochen die Hauptbestattungsplätze der Nürnberger Bevölkerung.
Die Rochuskapelle im neuen Friedhof wurde 1520/1521 durch Konrad Imhoff gestiftet und ist dem Pesthelfer Rochus von Montpellier geweiht. Es handelt sich um einen Saalbau, der nach den Plänen des Stadtwerkmeisters Hans Beheim des Älteren errichtet wurde. In den elf Fenstern ist die ursprüngliche Farbverglasung, geschaffen von der Nürnberger Hirsvogel-Werkstatt, noch fast vollständig erhalten.
Im Oktober 2014 kam es zu erheblichen räuberischen Grabschändungen. Zahlreiche der kunsthistorisch einzigartigen, bis zu 500 Jahre alten Epitaphien wurden von Altmetall-Dieben von den Gräbern gerissen und teilweise zerstört. Der Schrotthändler Hans Kulzer entlarvte einige Tage später die beiden Metalldiebe Daniel P. (23) und Daniel S. (25), nachdem sie versucht hatten, das Kupfer einzutauschen. Sie erlösten dabei 67.- Euro, was einem verursachten Schaden von über 350.000,- Euro für die Wiederherstellung gegenübersteht. Von den 41 in Summe gestohlenen Objekten sind bis dato 22 wieder aufgefunden worden.
Auf dem Rochusfriedhof befinden sich unter anderem die Grabstätten von Peter Vischer dem Älteren († 1529), dem bekanntesten Henker der Reichsstadt, Franz Schmidt († 1634) und dem Komponisten Johann Pachelbel († 1706).

## Epitaphienkunst
Die kunsthandwerkliche Tradition zur Herstellung der Epitaphien wurde 2018 in das Bayerische Landesverzeichnis des immateriellen Kulturerbes aufgenommen. Die einmalige Ausdrucksform der Sepulkralkultur entstand einerseits aus dem Bedürfnis, auf dem witterungsempfindlichen Sandstein der Grabsteine überdauernde Zeichen anzubringen sowie andererseits aus dem überragenden handwerklichen Können der Nürnberger Rotschmiede.
Mit einem Epitaph versahen nicht nur sozial privilegierte Personen ihre Gräber. Von Anfang an gab es auf dem Gräberfeld keine abgegrenzten Areale für die begüterte patrizische Oberschicht, vielmehr lassen sich aus den individuell gestalteten Grabtafeln die unterschiedlichsten Berufe und Tätigkeiten ablesen. Gerade die Handwerker setzten sich mit ihren Werkzeugen oder auch Produkten ins Bild, wodurch die Bronzeepitaphien wichtige Quellen der Handwerksgeschichte und der materiellen Kultur sind. Auch über die Sozial- und Mentalitätsgeschichte sowie die Kunstgeschichte lassen sich zahlreiche anschauliche Erkenntnisse gewinnen.
Die Bronzeepitaphien auf dem Johannisfriedhof, dem Rochusfriedhof und dem Friedhof in Wöhrd (die im Zweiten Weltkrieg zerstört wurden) sind im 16. und frühen 17. Jahrhundert von dem Mediziner Michael Rötenbeck (1568–1623) untersucht worden. 1682 erfasste Christoph Friedrich Gugel sie erstmals komplett und brachte sein Ergebnis zum Druck. 1736 erschien das Werk des Altdorfer Gelehrten Johann Martin Trechsel, genannt Großkopf, das die Grabstätten auf dem Johannisfriedhof, in der Johanniskirche und der Holzschuherkapelle behandelte. Eine systematische, digital zugängliche und wissenschaftliche Bestandsaufnahme der unter Einzeldenkmalschutz stehenden, tausenden historischen Epitaphien auf dem Johannis- und Rochusfriedhof fehlt bis heute. Zahlreiche Epitaphien sind durch Kriegseinwirkung, Vandalismus oder Materialschäden in ihrem Bestand gefährdet. Ein Verein und eine Stiftung widmen sich dem Fortbestand der Kulturfriedhöfe.

Rochusfriedhof
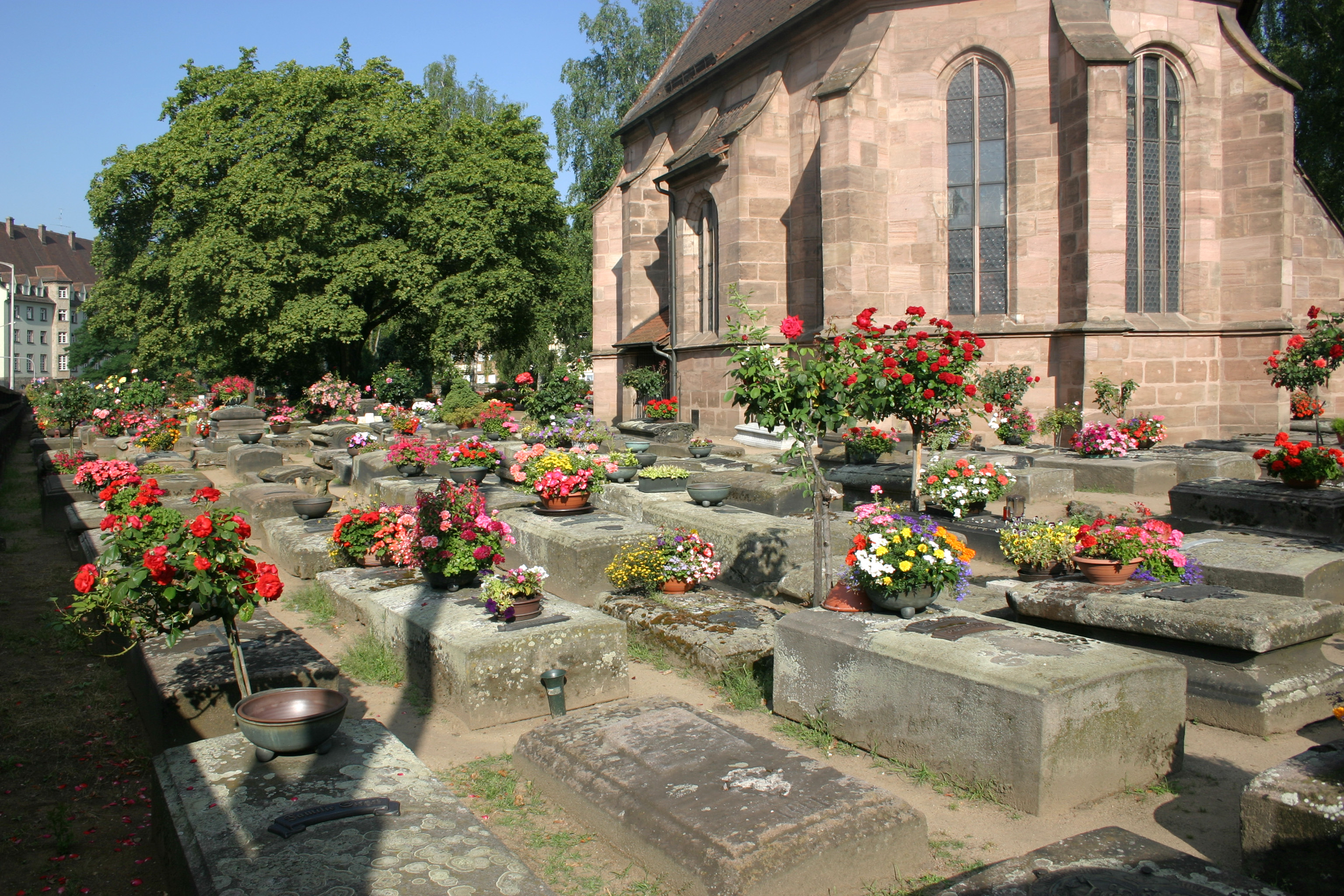
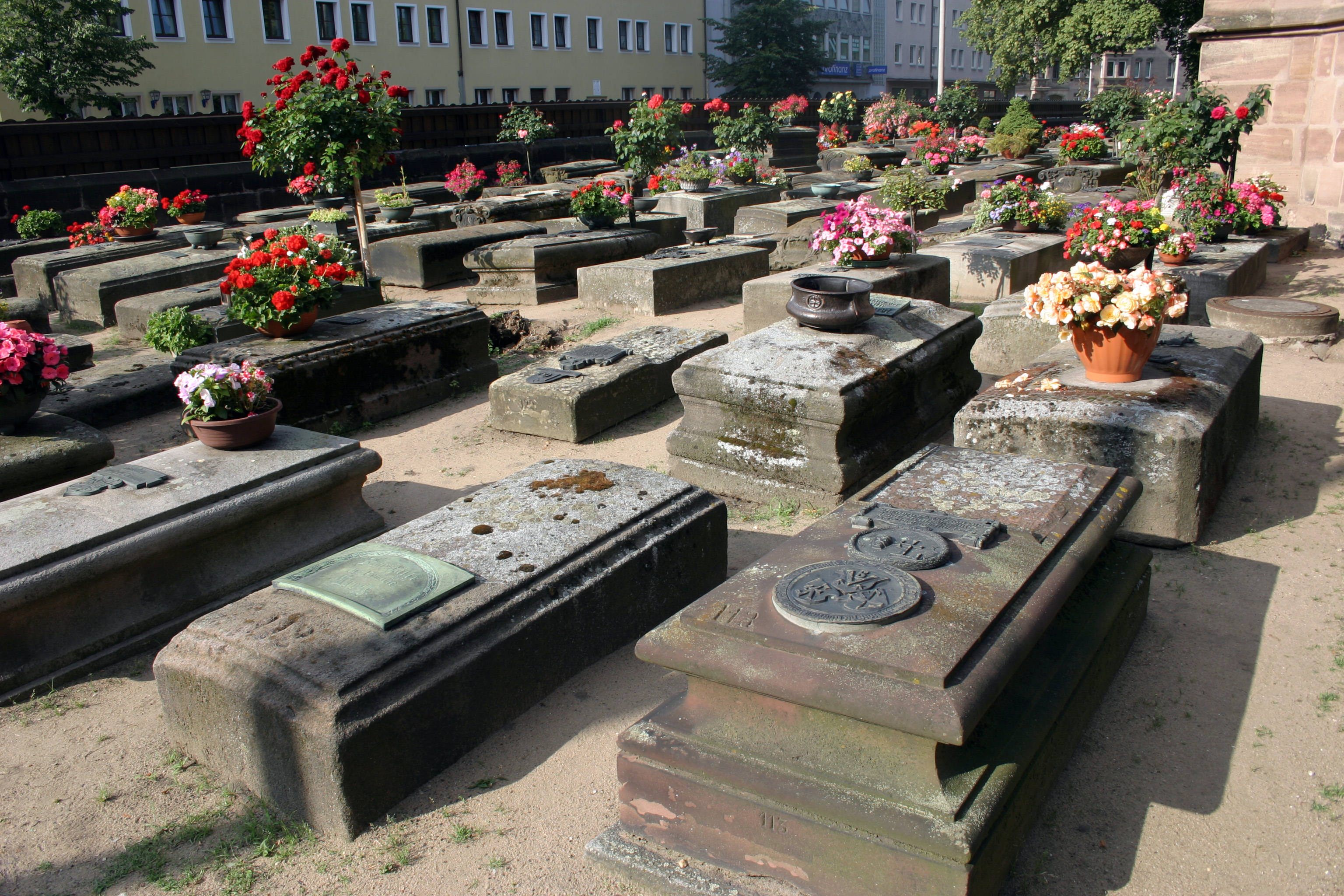
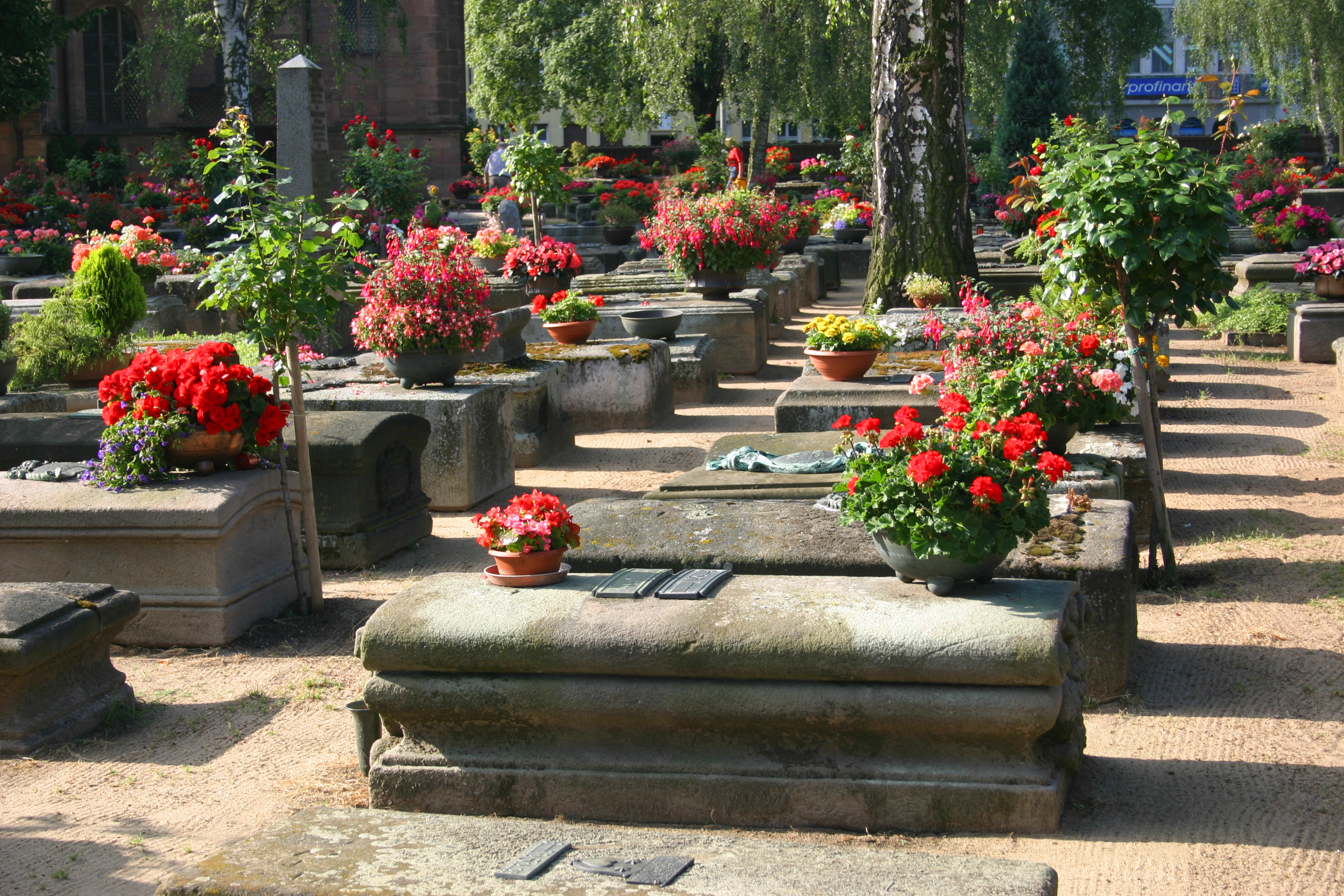
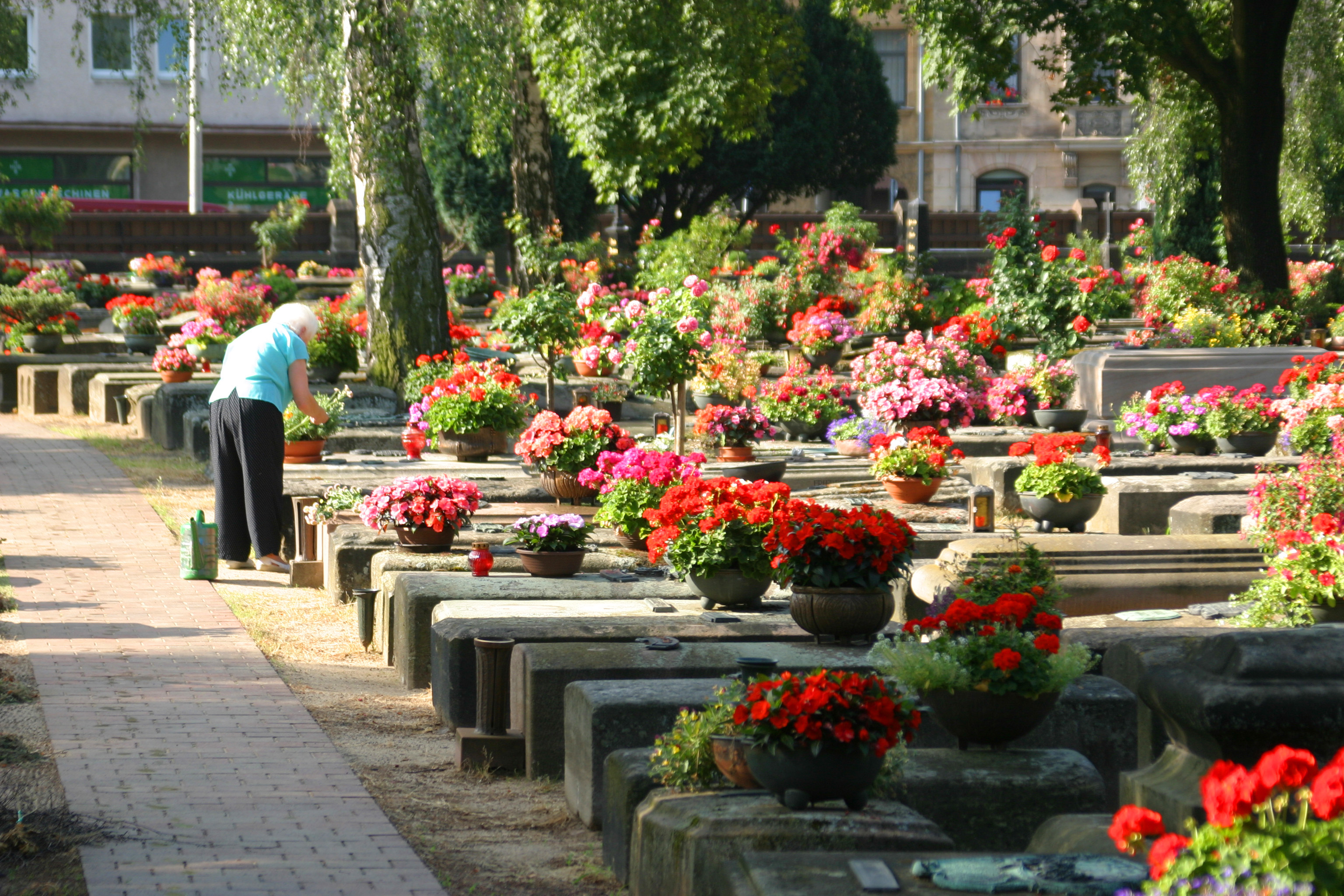